# ギエドリュス・ジベナス
ギエドリュス・ジベナス（Giedrius Žibėnas、1984年4月6日 - ）は、リトアニアのバスケットボール指導者である。現在、BCリータス（ヴィリニュス）のヘッドコーチおよびリトアニア代表のアシスタントコーチを務める。

## 経歴
コーチとしての経歴は、2012年に、国内2部リーグの全国バスケットボール・リーグ (NKL) のシャケイ・ザナヴィーカスのHCを務めたことに始まる。その後、ポーランド、イラン、デンマーク、エストニア、インドネシアで指揮をとり、2020年にBCリータス（ヴィリニュス）のACに就任した（HC：ドナルダス・カイリース）。翌2021年にカイリースが解任されると、ジベナスがHCに就任した。
同年、リトアニア代表のACにも就任した（HC：カジース・マスクヴィーティス）。